# E. E. Cummings
Edward Estlin Cummings (n. 14 octombrie 1894 - d. 3 septembrie 1962) a fost un poet, dramaturg, eseist și pictor american.
Scrierile sale exprimă revolta antisocială a individului, protestul împotriva războiului și cultivă expresia șocant-cinică, inovațiile sintactice și bizareriile de aranjament tipografic.

## Opera
- 1923: Lalele și hornuri ("Tulips and Chimneys");
- 1923: Fără mulțumiri ("No Thanks");
- 1940: Poeme ("Poems");
- 1922: Camera imensă ("The Enormous Room");
- 1927: Lui ("Him");
- 1946: Santa Claus.